# Piotr Kmiecik (montażysta)
Piotr Kmiecik (ur. 19 czerwca 1976) – polski montażysta filmowy.
W 2003 ukończył studia w Państwowej Wyższej Szkole Filmowej, Telewizyjnej i Teatralna im. Leona Schillera w Łodzi.
Pracował dla telewizji TVN nad montażem seriali dokumentalnych (m.in. Kryminalne Gry, Alfabet Mafii) oraz fabularnych (Na Wspólnej, Magda M). Współpracował przy montażu filmu Pręgi w reżyserii Magdaleny Piekorz.
Zmontowany przez niego film Polisz Kicz Projekt otrzymał specjalne wyróżnienie na FPFF w Gdyni w 2002. W 2010 Piotr Kmiecik za film Chrzest otrzymał nagrodę za najlepszy montaż na tym festiwalu.